# ملعب سير جون غايس
ملعب سير جون غايس هو ملعب متعدد الاستخدام [الإنجليزية] يقع في بورت مورسبي، ببابوا غينيا الجديدة وويستضيف الملعب مباريات منتخب بابوا غينيا الجديدة لكرة القدم في البطولات الدولية، ويتسع الملعب لـ 15.000 متفرج.